# Tram ATM serie 501-512
Le vetture serie 501 ÷ 512 dell'ATM di Milano erano una serie di elettromotrici costruite nel 1953 per l'esercizio sulle tranvie dell'Adda elettrificate alla tensione di 1200 V (Milano-Vimercate, Milano-Vaprio e diramazione Villa Fornaci-Cassano).
Si trattava di motrici bitensione (600 V per la rete urbana e 1200 V per la rete interurbana) realizzate dalle OEFT; il disegno della cassa era identico a quello delle motrici 130 ÷ 139, costruite dalle OMS nel 1941.
Le vetture entrarono in servizio sulle 3 linee elettrificate a 1200 V, ma anche sulla Milano-Carate elettrificata a 600 V.
Dal 1961 al 1964 le motrici furono trasformate per allestire i treni bloccati serie 500, progettati per l'esercizio sulla "linea celere" Milano-Gorgonzola.